# Hassan Israilov
Hassan Israilov (en tchétchène : Исраил КIант Хьасан / Israil Khant Hasan ; en russe : Хасан Исраилов Khasan Israilov ; 1910 - 29 décembre 1944) était un nationaliste tchétchène, un guérillero, un journaliste et un poète qui a mené une carrière de résistant anti-soviétique de 1940 à sa mort en 1944. Israilov est considéré comme l'un des chefs de la résistance tchétchène les plus influents pendant la Seconde Guerre mondiale. De nombreux Tchétchènes le considèrent comme un héros national. Il était tristement célèbre auprès des soviétiques et de nombreux Russes pour son soulèvement de 1940-1944, que de nombreux Russes avaient associé à un complot allemand avorté visant à saper le contrôle exercé par les Soviétiques sur le Caucase du Nord. Son nom est aussi parfois translittéré en alphabet latin sous le nom de Hassan Izrailov.

## Biographie
Israilov est le plus jeune de six frères, né en 1910 dans le village de Galanchozh, en Tchétchénie. Il a terminé ses études secondaires à Rostov en 1929, excellant généralement dans la plupart des matières. Il rejoignit le Komsomol, l'aile jeunesse du Parti communiste de l'Union soviétique en 1919. Diplômé d'une école secondaire communiste à Rostov-sur-le-Don en 1929, Israilov entra dans les rangs du Parti communiste et fut envoyé en 1933 à Moscou.
En tant qu'étudiant, Israilov a écrit des pièces de théâtre et de la poésie, et il est devenu correspondant du journal moscovite Krestianskaia Gazeta (Journal de fermier). Deux de ses articles ont attaqué la politique soviétique en Tchétchénie-Ingouchie, qu'il a qualifiée de « pillage de la Tchétchénie par les dirigeants du parti ». Bien qu'il soit devenu instantanément populaire auprès de ses pairs, les dirigeants soviétiques l'ont arrêté à l'âge de 19 ans, accusé de « diffamation contre-révolutionnaire », et condamné à dix ans de prison pour avoir écrit un éditorial accusant certains responsables du Parti de « pillage et corruption », mais après deux ans, Israilov a été libéré, réhabilité et autorisé à retourner à son université après que plusieurs des membres du parti qu’Israilov avait accusés soient accusés de corruption.
De retour à Moscou, Israilov rencontra d'autres étudiants tchétchènes et ingouches dont Abdurakhman Avtorkhanov (en) et son frère aîné Hussein, et fut convaincu que la poursuite de la politique soviétique à l'égard des Oblasts autonomes tchétchènes et ingouches entraînerait inévitablement des soulèvements populaires. En 1935, Israilov tomba de nouveau en justice lorsque sa signature fut retrouvée sur une pétition étudiante critiquant la politique soviétique dans le Caucase du Nord. Il fut condamné à cinq ans de travaux forcés en Sibérie. Israilov a été libéré au début de 1939 et il est retourné en Tchétchénie pour y travailler comme avocat à Chatoï.

## Le chef des rebelles
En 1940, après avoir entendu parler de la résistance finlandaise contre l'agression soviétique, Israilov et son frère Hussein organisèrent et dirigèrent l'insurrection de 1940-1944 en Tchétchénie, au cours de laquelle il présida le gouvernement révolutionnaire populaire provisoire de Tchétchénie-Ingouchie.
En février 1944, Israilov avait réussi à échapper à la déportation soviétique de tous les Tchétchènes et de tous les Ingouches, bien que toute sa famille ait été soit déportée, soit exécutée sur place, et il devint extrêmement vulnérable à la capture. Bien que ses confessions aient été forcées par ses collègues, le NKVD a découvert de nombreuses armes et équipements chez Israilov, mais il a échappé à une arrestation pendant dix mois, se cachant de caverne en caverne comme un fugitif, alourdi par le poids de la déportation de son peuple. Selon une communication très secrète entre officiers soviétiques, Israilov aurait été tué, son cadavre aurait été photographié et identifié le 29 décembre 1944. Les forces de sécurité soviétiques continueraient à traquer les restes de l'opposition de la guérilla tchétchène dans le Nord-Caucase jusqu'en 1953.